# Njemačka Austrija
Republika Njemačka Austrija (njemački: Republik Deutschösterreich ili Deutsch-Österreich) stvorena je nakon Prvoga svjetskog rata na području gdje je većinski živjelo stanovništvo koje je govorilo njemački na području Austro-Ugarske bez Kraljevine Ugarske koja je postala Mađarska Demokratska Republika 1918. godine.
Njemačka Austrija tražila je prostor od 118.311 km², s ~10.400.000 na području današnje Republike Austrije i druga područja gdje su većinski živjeli Nijemci na području bivše Cislajtanije u Austro-Ugarskoj. To je uključivalo provincije Južni Tirol i grad Tarvisio u Italiji; Korušku i Štajersku u današnjoj Sloveniji i Sudete u današnjoj Češkoj. U to vrijeme, na tim područjima, većinsko stanovništvo bilo je njemačko.

## Povijest
U habsburškoj Austro-Ugarskoj, "Njemačka Austrija" bio je neslužbeni naziv za područja na kojima je većinsko stanovništvo bilo njemačko. Nakon raspada Monarhije 1918. godine, etnički Nijemci na području austrijskog dijela Monarhije gdje je većinsko stanovništvo bilo njemačko, stvorili su novu državu, Njemačku Austriju. Proglašena je "Privremena skupština nezavisne države Njemačke Austrije", a Franz Dinghofer iz Njemačkog nacionalnog pokreta, Jodok Fink iz Kršćanske socijalne stranke i Karl Seitz iz Socijaldemokratske radničke stranke Austrije postali su predsjednici Skupštine. Karl Renner izabran je na mjesto kancelara Austrije. Skupština je imala i predstavnike iz Češke, Moravske i austrijske Šleske koji su se odbili prikloniti novonastaloj državi Čehoslovačkoj koja je osnovana 28. listopada 1918. godine.
Dana 11. studenoga 1918. godine, car Karlo I. lišen je moći, a 12. studenoga Njemačka Austrija službeno je proglašena republikom. Privremena nacionalna skupština donijela je i privremeni Ustav u kojem je stajalo: "Njemačka Austrija je demokratska republika." (Članak 1.) i "Njemačka Austrija je sastavni dio Njemačke Republike." (Članak 2). Kasnije, plebisciti u provinciji Tirol i Salzburg činili su većinu, 98% i 99%, a podržavali su ujedinjenje s Njemačkom. Dana 22. studenoga, Nacionalna skupština zahtijevala je pripajanje svih područja Cislajtanije na kojima su većinski živjeli Nijemci. No, Antanta nije pristala na taj zahtjev, a Njemačka Austrija je bila odviše nemoćna oduprijeti se Italiji, Čehoslovačkoj i Kraljevini SHS u otimanju područja.
Dana 10. rujna 1919. godine, kancelar Karl Renner potpisao je Sporazum iz Saint Germaina koji je ratificirala Nacionalna skupština 21. listopada. Prema sporazumu, ime države iz "Njemačka Austrija" promijenjeno je u "Austrija", a zabranjeno je i ujedinjenje s Njemačkom. Članak 88. iz Sporazuma, nekad zvan Zabrana Anschlussa, govori da "nezavisnost Austrije je neotuđiva bez suglasnosti Lige naroda" Zanimljivo je to, da u Versajskom sporazumu Njemačkoj nije bilo zabranjeno ujedinjenje s bilo kojom državom. S novim promjenama, počelo je razdoblje Prve Austrijske Republike.

## Podjela
Njemačka Austrija sastojala se od devet provincija (Provinzen):
1. Gornja Austrija (Oberösterreich), područje današnje Gornje Austrije i regija Češke Šume (Böhmerwaldgau) koja je sada dijelom Južne Češke u Češkoj.
2. Donja Austrija (Niederösterreich), područje današnje Donje Austrije i Njemačke Južne Moravske (Deutschsüdmähren), sada podjeljena između čeških regija Južna Češka, Vysočina i Južna Moravska
3. Njemačka Češka (Deutschböhmen), područje zapadne Češke koja je kasnije bila dio Sudeta od 1938. – 1945., današnji dio Češke Republike.
4. Sudeti, povijesno češko područje u Moravskoj i Češkoj Šleskoj (Austrijska Šleska)
5. Štajerska (Steiermark), povijesno područje Štajerskog Vojvodstva koje je uključivalo današnje područje austrijske Štajerske i sjeveroistočni dio slovenske donje Štajerske.
6. Salzburg, današnje područje austrijske države Salzburg.
7. Koruška (Kärnten), povijesno područje Koruške, uključujući današnje područje austrijske države Koruška, dio Koruške u Sloveniji i Jezersko u Sloveniji, te današnje općine u Italiji Tarvisio, Malborghetto Valbruna i Pontebba.
8. Njemački Tirol (Deutschtirol), većina povijesnog Tirola, koji je uključivao današnju austrijsku državu Tirol i današnju talijansku provinciju Južni Tirol, no ne i Trentino.
9. Vorarlberg, područje današnje austrijske države Vorarlberg.

Nekoliko njemačkih manjina u Moravskoj, uključujući i njemačko stanovništvo u Brünnu (Brno), Iglauu (Jihlava), i Olmützu (Olomouc), također su pokušali ujedinjenje s Njemačkom Austrijom, ali bez uspjeha. Područja izvan današnje Republike Austrije imala su značajnu njemačku manjinu, nerijetko i njemačku većinu, ali su ubrzo ta područja uzeta trupama države u kojoj su se nalazili. S druge strane, etnički Nijemci u Kraljevini Mađarskoj koji su imali većinu u regiji zvanoj Njemačka Zapadna Mađarska tražili su ujedinjenje s Njemačkom Austrijom, i to im je pošlo za rukom, pa je tako Njemačka Zapadna Mađarska postala austrijska savezna država Burgenland ili hrvatski Gradišće.

## Himna
Unatoč zabrani kojom je zabranjeno ime Njemačka Austrija, neslužbena himna Republike od 1920. do 1929. godine bila je "Njemačka Austrijo, ti lijepa zemljo" ("Deutschösterreich, du herrliches Land") s tekstom koji je napisao kancelar Karl Renner, potpisnik Sporazuma iz Saint Germaina.

## Vanjske poveznice
|  | Zajednički poslužitelj ima još gradiva o temi Njemačka Austrija |